# GSG1L2
GSG1L2 (англ. GSG1 like 2) – білок, який кодується однойменним геном, розташованим у людей на короткому плечі 17-ї хромосоми. Довжина поліпептидного ланцюга білка становить 293 амінокислот, а молекулярна маса — 32 443.
| 10         |  | 20         |  | 30         |  | 40         |  | 50         |
| ---------- |  | ---------- |  | ---------- |  | ---------- |  | ---------- |
| MDRAKQQQAL |  | LLLPVCLALT |  | FSLTAVVSSH |  | WCEGTRRVVK |  | PLCQDQPGGQ |
| HCIHFKRDNS |  | SNGRMDNNSQ |  | AVLYIWELGD |  | DKFIQRGFHV |  | GLWQSCEESL |
| NGEDEKCRSF |  | RSVVPAEEQG |  | VLWLSIGGEV |  | LDIVLILTSA |  | ILLGSRVSCR |
| SPGFHWLRVD |  | ALVAIFMVLA |  | GLLGMVAHMM |  | YTTIFQITVN |  | LGPEDWKPQT |
| WDYGWSYCLA |  | WGSFALCLAV |  | SVSAMSRFTA |  | ARLEFTEKQQ |  | AQNGSRHSQH |
| SFLEPEASES |  | IWKTGAAPCP |  | AEQAFRNVSG |  | HLPPGAPGKV |  | SIC        |

A: Аланін

C: Цистеїн

D: Аспарагінова кислота

E: Глутамінова кислота

F: Фенілаланін

G: Гліцин

H: Гістидин

I: Ізолейцин

K: Лізин

L: Лейцин

M: Метіонін

N: Аспарагін

P: Пролін

Q: Глутамін

R: Аргінін

S: Серин

T: Треонін

V: Валін

W: Триптофан

Локалізований у мембрані.